# 下田川 (富山県)
下田川（しもだがわ）は、富山県氷見市を流れる二級河川。

## 地理
石動山の東部にある蔵王山(標高507.6m)から、長坂、谷口、中田を経て富山湾に流れる急流の小河川である。河床勾配が大きく深い峡谷が発達しており、富山の滝37選の長寿が滝や青滝がある
。

## 生態
宇波川と並んでアユの豊富な河川となっている。かつての自然遡上上限は河口から僅か1km上流の谷口井堰であったが1997年に魚道が完成し、鮎が上流の長坂地区まで遡上出来るようになった。1974年の調査では、谷口井堰でアユ・オイカワ・ウグイ・タカハヤ・ギンブナ・ヨシノボリ・コイ・ドジョウ・アユカケの計5科9種、下流の中田地区でボラ・マハゼ・ウグイ・イトヨ・サケ・ウナギなど6科13種を確認した
。

## 支流
- 大谷川 - 千石池の水源

## 流域の観光地
- 長寿が滝